# Crotalaria sagittalis
Crotalaria sagittalis là một loài thực vật có hoa trong họ Đậu. Loài này được L. miêu tả khoa học đầu tiên.